# Hristos Voupouras
Hristos Voupouras (Χρήστος Βούπουρας) és un director de cinema, guionista i autor grec.
Va néixer el 1954 a Lesbos i va estudiar direcció a l'escola Stavrakos. Ha fet pel·lícules i documentals i ha escrit tres novel·les.
La pel·lícula Mirupafshim va rebre el 1997 el premi a la millor pel·lícula al Festival Internacional de Cinema de Tessalònica.

## Filmografia
| Pel·lícules - 1988 Lipotaktis - 1997 Mirupafshim - 2014 7 thymoi | Documentals - 1999 Παμβώτις – Δημήτρης Χατζής - 2001 O horos ton alogon |

## Llibres
- (2000)	Μιρουπάφσιμ θα πει καλή αντάμωση (amb Iorgos Korras)
- (2004)	Στο αδιέξοδο της οδού Ασωμάτων
- (2014)	7 θυμοί'